# Cobitis satunini
Cobitis satunini är en fiskart som beskrevs av Gladkov, 1935. Cobitis satunini ingår i släktet Cobitis och familjen nissögefiskar. Inga underarter finns listade i Catalogue of Life.